# I Can Talk
«I Can Talk» es una canción de la banda irlandesa Two Door Cinema Club incluida en su álbum debut Tourist History (2010). La canción fue lanzada el 20 de noviembre de 2009 como el segundo sencillo y álbum alcanzó su punto máximo con el número 135 en la lista UK Singles Chart. La canción la compusieron Alex Trimble, Kevin Baird, Sam Halliday con producción de Eliot James. También aparece en los videojuegos NBA 2K11, FIFA 11 y MotionSports: Adrenaline.

## Video musical
Se lanzó un vídeo musical para acompañar el lanzamiento de «I Can Talk» en YouTube el 4 de noviembre de 2009 con una duración total de dos minutos y cincuenta y un segundos.

## Lista de canciones
Descarga digital
1. "I Can Talk" – 2:57
2. "Costume Party" – 3:27

## Créditos e integrantes
- Voces principales – Two Door Cinema Club
- Productores – Eliot James
- Letras – Alex Trimble, Kevin Baird, Sam Halliday
- Discográfica: Kitsuné

## Posicionamiento en listas
| Listas (2009)                        | Mejor posición |
| ------------------------------------ | -------------- |
| UK Singles (Official Charts Company) | 135            |

## Historial de lanzamientos
| País        | Fecha                   | Formato          | Discográfica |
| ----------- | ----------------------- | ---------------- | ------------ |
| Reino Unido | 20 de noviembre de 2009 | Descarga digital | Kitsuné      |